# Lionel Walden (MP)
Lionel Walden (c. 1653 - 15 de abril de 1701), de Huntingdon, foi membro do parlamento inglês por Huntingdon em outubro de 1679, 1681 e 1685.